# Rhaponticoides
 Rhaponticoides  Vaill., 1754 è un genere di piante angiosperme dicotiledoni appartenenti alla famiglia delle Asteraceae, dall'aspetto di piccole erbacee perenni.

## Etimologia
Il nome di questo genere è formato da due parole: dal nome del genere botanico Rhaponticum e dalla parola greca ”eidos” (= simile a, somigliante a); quindi le piante di questo genere sono simili più o meno a quelle del genere Raphonticum.

Il nome scientifico Rhaponticoides è stato proposto per la prima volta dal botanico francese Sébastien Vaillant (1669-1722) nella pubblicazione ”Physische Abhandlungen, Königlichen Akademie der Wissenschaften in Paris. Breslau - 5: 165” del 1754.

## Descrizione
Le specie di questo genere hanno un ciclo biologico perenne e un habitus erbaceo..

### Fusto
- Parte ipogea: la parte sotterranea del fusto consiste quasi sempre in un rizoma di tipo legnoso.
- Parte aerea: la parte aerea del fusto in genere è eretta e glabra.

### Foglie
La lamina delle foglie è profondamente divisa (fino al rachide) in segmenti, raramente è intera; i segmenti hanno i bordi dentati; la superficie dei segmenti è sparsamente tomentosa o glabra, spesso un po' cartilaginea. I segmenti fogliari alla base sono fortemente asimmetrici e decorrenti sul rachide.

### Infiorescenza
Le infiorescenze sono formate da capolini terminali, solitari e eterogami. I capolini sono formati da un involucro composto da diverse squame (o brattee) disposte in modo embricato al cui interno un ricettacolo fa da base ai fiori. Le brattee sono simili a foglie dalla forma ovata, sono inoltre glabre e prive di appendici (senza spine) e con margini membranosi e interi (raramente sono lacerati). 

### Fiori
I fiori sono tutti del tipo tubuloso (il tipo ligulato, i fiori del raggio, presente nella maggioranza delle Asteraceae, qui è assente), sono ermafroditi (in particolare quelli centrali), tetra-ciclici (sono presenti 4 verticilli: calice – corolla – androceo – gineceo) e pentameri (ogni verticillo ha 5 elementi).
- Formula fiorale:

- /x K {\displaystyle \infty }, [C (5), A (5)], G 2 (infero), achenio

- Calice: i sepali del Calice sono ridotti ad una coroncina di squame.
- Corolla: la corolla è tubulosa con apice a 5 lobi esili. Quelli centrali sono zigomorfi e sono ermafroditi, quelli periferici sono attinomorfi, sterili, più grandi e disposti in modo patente per rendere più appariscente tutta l'infiorescenza.[10] Le corolle in genere sono gialle.
- Androceo: gli stami sono 5 con filamenti liberi e papillosi, mentre le antere sono saldate in un manicotto (o tubo) circondante lo stilo.[11] I filamenti delle antere sono provvisti di movimenti sensitivi attivati da uno stimolo tattile qualsiasi (come ad esempio un insetto pronubo) in modo da far liberare dalle antere il polline. Contemporaneamente anche lo stilo si raddrizza per ricevere meglio il polline.[10]
- Gineceo: gli stigmi dello stilo sono due divergenti; l'ovario è infero uniloculare formato da 2 carpelli.[11]

### Frutti
I frutti sono degli acheni con pappo. Gli acheni sono ampiamente oblunghi, scuri di colore (marrone) e con superfici glabre. Il pappo è formato da due gruppi di setole: in un gruppo le setole sono brevi, disposte all'interno su una fila e un secondo gruppo più ampie, disposte esternamente e su più file.

## Biologia
- Impollinazione: l'impollinazione avviene tramite insetti (impollinazione entomogama).
- Riproduzione: la fecondazione avviene fondamentalmente tramite l'impollinazione dei fiori (vedi sopra).
- Dispersione: i semi cadendo a terra (dopo essere stati trasportati per alcuni metri dal vento per merito del pappo – disseminazione anemocora) sono successivamente dispersi soprattutto da insetti tipo formiche (disseminazione mirmecoria).

## Distribuzione e habitat
Le specie del genere Rhaponticoides sono distribuite soprattutto nella regione Irano-Turanica (o Irano-Turaniana) e in quella Mediterranea.

## Tassonomia
La famiglia di appartenenza di questa voce (Asteraceae o Compositae, nomen conservandum) probabilmente originaria del Sud America, è la più numerosa del mondo vegetale, comprende oltre 23.000 specie distribuite su 1.535 generi, oppure 22.750 specie e 1.530 generi secondo altre fonti (una delle checklist più aggiornata elenca fino a 1.679 generi). La famiglia attualmente (2021) è divisa in 16 sottofamiglie.
La tribù Cardueae a sua volta è suddivisa in 12 sottotribù (la sottotribù Centaureinae è una di queste).

### Filogenesi
La classificazione della sottotribù rimane ancora problematica e piena di incertezze. Nell'ambito della sottotribù questo genere fa parte del gruppo tassonomico informale denominato "Plectocephalus Group". Il gruppo, composto dai generi  Cheirolophus Cass., Crupina (Pers.) DC., Phalacrachena Iljin, Plectocephalus D. Don, Rhaponticoides Vaill., Schischkinia Iljin e Stizolophus Cass. è posizionato, da un punto di vista filogenetico, nella zona centrale delle Centaureinae e, in base alle attuali conoscenze, non si tratta di un clade monofiletico. In precedenti studi il gruppo "Plectocephalus" (chiamato con un nome diverso: "Basal Grade" o "Basal Genera") occupava una posizione più "basale".

Rhaponticoides si differenzia dal genere Centaurea per l'assenza delle appendici nelle brattee medie dell'involucro e per i margini non scariosi né membranosi.

Molte specie di questo genere fino a poco tempo fa erano assegnate al più ampio genere Centaurea.

Il numero cromosomico delle specie di questo genere è: 2n = 30 (26?)

### Elenco delle specie
Il genere comprende le seguenti 33 specie:
- Rhaponticoides africana (Lam.) M.V.Agab. & Greuter
- Rhaponticoides alaica  (Iljin) Negaresh
- Rhaponticoides alpina  (L.) M.V.Agab. & Greuter
- Rhaponticoides amasiensis  (Bornm.) M.V.Agab. & Greuter
- Rhaponticoides amplifolia  (Boiss. & Heldr.) M.V.Agab. & Greuter
- Rhaponticoides androssovii  (Iljin) Negaresh
- Rhaponticoides aytachi  Bagci, Dogu & Dinç
- Rhaponticoides bachtiarica  (Boiss. & Hausskn.) L.Martins
- Rhaponticoides calabrica  Puntillo & Peruzzi
- Rhaponticoides centaurium  (L.) M.V.Agab. & Greuter
- Rhaponticoides dschungarica  (C.Shih) L.Martins
- Rhaponticoides eriosiphon  (Emb. & Maire) M.V.Agab. & Greuter
- Rhaponticoides fraylensis  (Nyman) M.V.Agab. & Greuter
- Rhaponticoides gokceoglui  Çinbilgel, Eren & H.Duman
- Rhaponticoides gontscharovii  (Iljin) Negaresh
- Rhaponticoides hajastana  (Tzvelev) M.V.Agab. & Greuter
- Rhaponticoides hierroi  Eren
- Rhaponticoides iconiensis  (Hub.-Mor.) M.V.Agab. & Greuter
- Rhaponticoides kasakorum  (Iljin) M.V.Agab. & Greuter
- Rhaponticoides kultiassovii  (Iljin) Negaresh
- Rhaponticoides lachnopus  (Rech.f.) Negaresh
- Rhaponticoides lasiopoda  (Popov & Kult.) Negaresh
- Rhaponticoides linaresii  (Lázaro Ibiza) M.V.Agab. & Greuter
- Rhaponticoides modesti  (Fed.) Negaresh
- Rhaponticoides mykalea  (Hub.-Mor.) M.V.Agab. & Greuter
- Rhaponticoides phyllopoda  (Iljin) Negaresh
- Rhaponticoides pythiae  (Azn. & Bornm.) M.V.Agab. & Greuter
- Rhaponticoides razdorskyi  (Karjagin ex Sosn.) M.V.Agab. & Greuter
- Rhaponticoides ruthenica  (Lam.) M.V.Agab. & Greuter
- Rhaponticoides schmidii  (Wagenitz) Negaresh
- Rhaponticoides taliewii  (Kleopow) M.V.Agab. & Greuter
- Rhaponticoides tamanianae  (M.V.Agab.) M.V.Agab. & Greuter
- Rhaponticoides wagenitziana  (Bancheva & Kit Tan) M.V.Agab. & Greuter

### Specie della flora spontanea italiana
In Italia sono presenti tre specie:
- Rhaponticoides centaurium (L) M.V. Agab. & Greuter - Fiordaliso centauro: il colore dei fiori è bianco, roseo o purpureo. L'altezza massima della pianta è di 5 - 10 dm; il ciclo biologico è perenne; la forma biologica è emicriptofita scaposa (H scap); il tipo corologico è "Endemico"; l'habitat tipico sono i boschi di latifoglie; in Italia è una specie rara e si trova al Sud fino ad una quota compresa tra 500 - 1.500 m s.l.m..

- Rhaponticoides africana (Lam.) M.V. Agab. & Greuter - Fiordaliso africano: le foglie basali hanno un contorno continuo; il colore dei fiori è giallo. L'altezza massima della pianta è di 5 - 12 dm; il ciclo biologico è perenne; la forma biologica è emicriptofita scaposa (H scap); il tipo corologico è "Steno-Mediterraneo Occidentale"; l'habitat tipico sono gli incolti aridi; in Italia è una specie rara e si trova in Sicilia fino ad una quota di 300 m s.l.m..

- Rhaponticoides alpina (L.) M.V. Agab. & Greuter - Fiordaliso maggiore: le foglie sono tutte pennate; il colore dei fiori è giallo. L'altezza massima della pianta è di 6 - 9 dm; il ciclo biologico è perenne; la forma biologica è emicriptofita scaposa (H scap); il tipo corologico è "Sud Europeo"; l'habitat tipico sono i pendii aridi e le boscaglie; in Italia è una specie molto rara e si trova solamente al Nord fino ad una quota compresa tra 300 - 1.000 m s.l.m..

## Galleria d'immagini

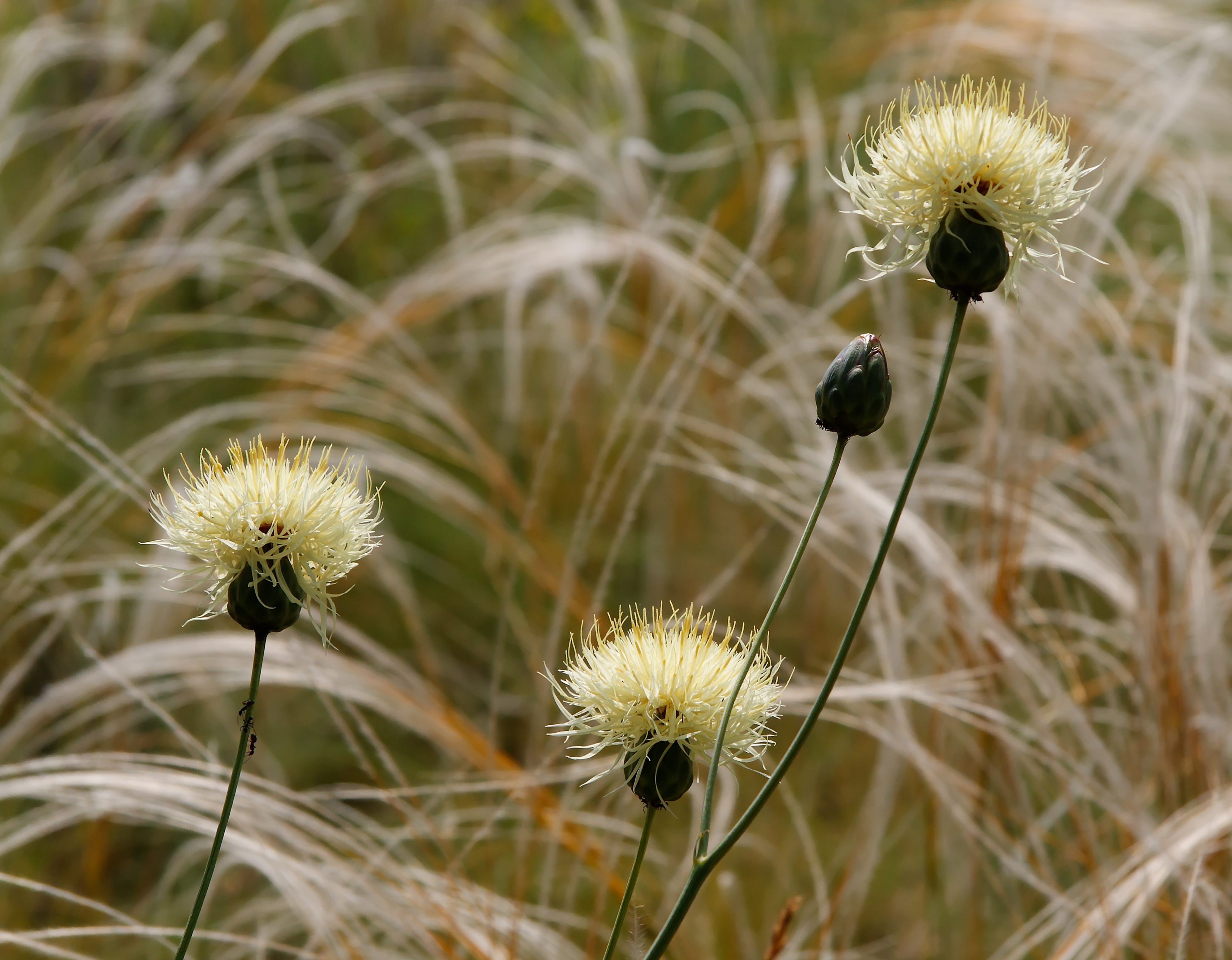
Rhaponticoides ruthenica
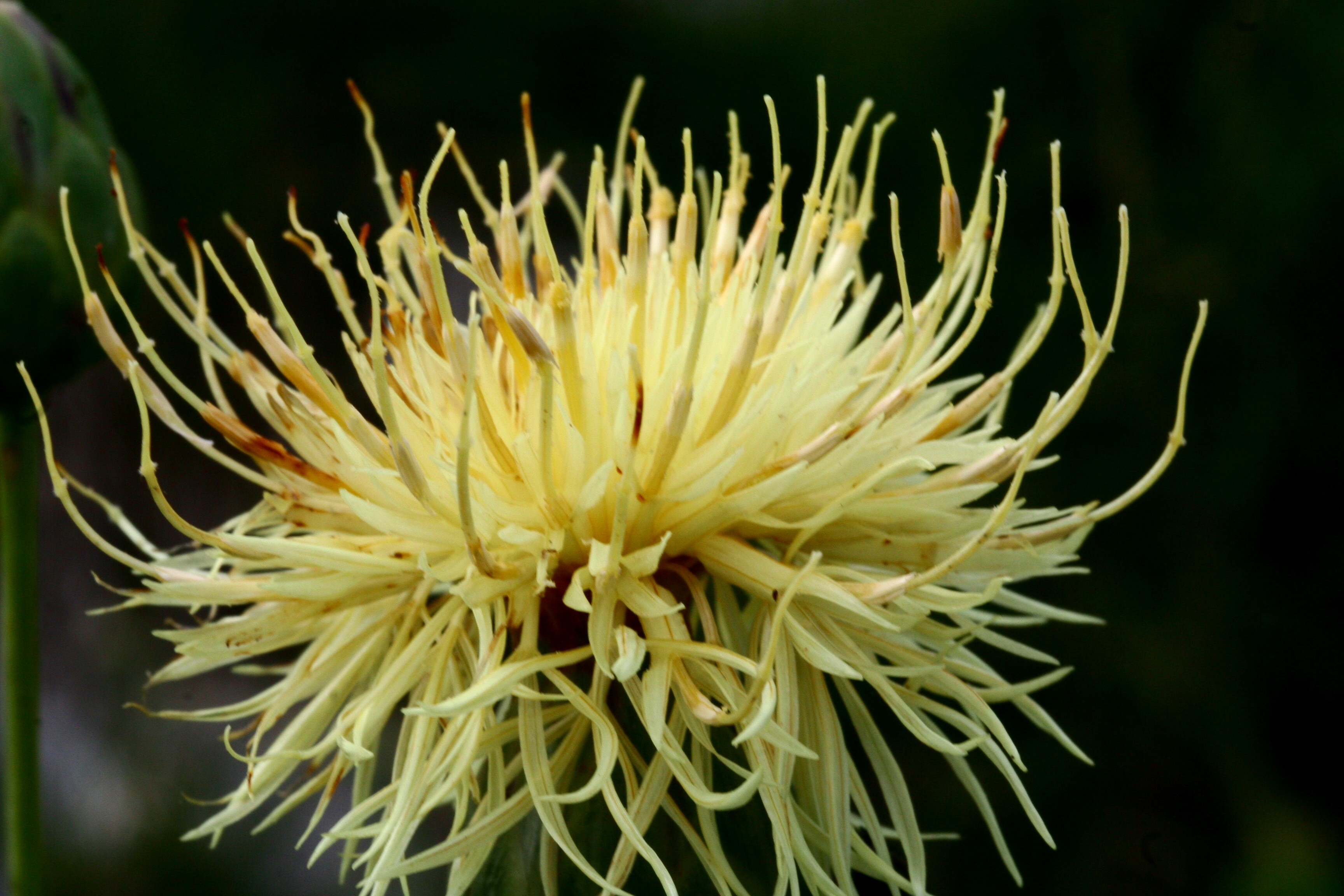
Rhaponticoides alpina